# La Quatrième Dimension et demie
Pour les articles homonymes, voir Quatrième dimension.
La Quatrième Dimension et demie est le sixième tome de la série de bande dessinée Seuls, écrit par Fabien Vehlmann et dessiné par Bruno Gazzotti, sorti en 2011. Il s'agit également du premier tome du deuxième cycle.

## Synopsis
Après leur terrible découverte, les enfants commencent tous à se souvenir des circonstances de leur mort, et les interrogations fusent. Ils se demandent par exemple ce qu'est exactement que cette "quatrième dimension et demie" dans laquelle ils sont tous bloqués, et comment faire pour en sortir. Entre-temps, Saul s'autoproclame maître de Fortville et s'en prend à la Zone, tout en s'emparant des boutiques, des bâtiments voire des quartiers les uns après les autres au détriment des personnages principaux. Ceux-ci sont donc forcés à réagir, entrainant une guerre de territoires entre les deux clans.

## Réception

### Accueil critique
Romain Gallissot sur le site web Bodoï écrit « Entre les courses-poursuites, les affrontements musclés, les coups bas et les mystères qui demeurent, le nouveau cycle de Seuls démarre sur les chapeaux de roues et laisse présager que la série est loin de s’essouffler. ».  
Le site web Bédéthèque recense 62 votes des lecteurs qui, en moyenne, donnent une note de 4/5 à la bande dessinée. 
Les avis de SensCritique sont un peu moins bonnes, puisque 1 200 personnes mettent en moyenne 7,1/10 à la bande dessinée. 

### Ventes
La Quatrième Dimension et demie est tiré à 70 000 exemplaires par les éditions Dupuis. 
Une semaine après sa parution le 3 juin 2011, l'album se place à la seconde place des meilleures ventes de BD en France. La semaine suivante, il passe à la première position et le restera durant deux semaines. L'album restera 14 semaines consécutives dans le Top 15 BD. 